# پیری

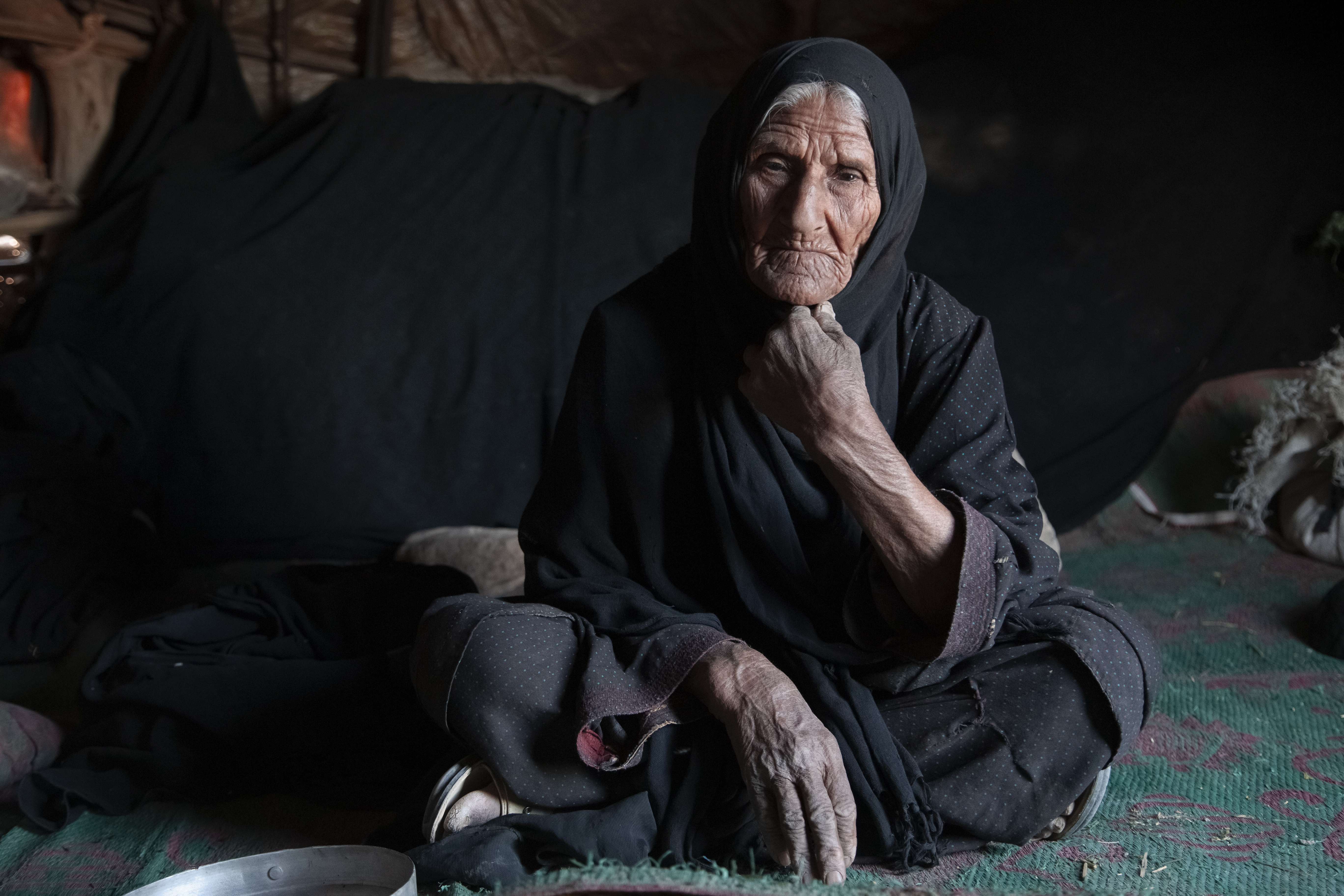
یک پیرزن در خانه کپری محقر خود، بلوچستان ایران

پیر و ناتوان یا فرتوت (به انگلیسی: Senescence)، یا سالخوردگی بیولوژیکی، فرایند زوال و کاهش نیروی موجود زنده در گذر زمان است. فرایند پیر شدن اصطلاحاً دربارۀ جانداران زنده قابل اطلاق است ولی معمولاً دربارۀ جانوران استفاده می‌شود. به علم شناخت سالخوردگی، زیست‌پیری‌شناسی (به انگلیسی: biogerontology) گفته می‌شود.
پیری سرنوشت اجتناب ناپذیر تقریباً همه موجودات چند سلولی با جدایی ژرم-سوما است، اما می‌توان آن را به تأخیر انداخت. کشف در سال ۱۹۳۴ که محدودیت کالری می‌تواند طول عمر را تا ۵۰ درصد در موش‌ها افزایش دهد و وجود گونه‌هایی با پیری ناچیز و جانداران بالقوه جاودانه مانند هیدرا، انگیزه‌ای برای تحقیقات در مورد به تأخیر انداختن پیری و در نتیجه بیماری‌های مرتبط با افزایش سن بوده‌است. جهش‌های نادر انسانی می‌توانند باعث تسریع بیماری‌های پیری شوند.

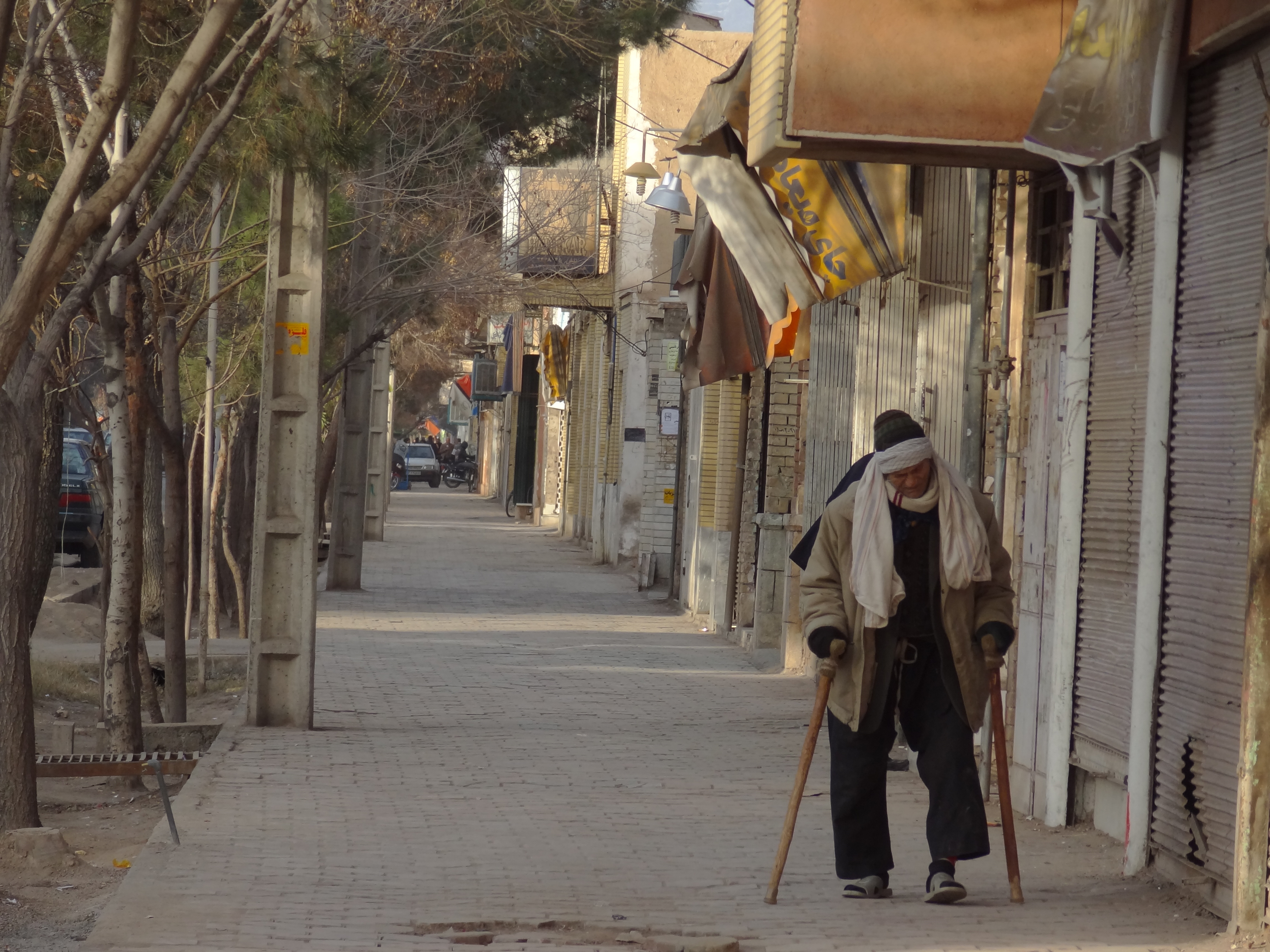
یک مرد سالخورده با عصا در شهر کاشان در سال ۲۰۱۲ میلادی

عوامل محیطی ممکن است بر پیری تأثیر بگذارند - برای مثال، قرار گرفتن بیش از حد در معرض اشعه ماوراء بنفش پیری پوست را تسریع می‌کند. بخش‌های مختلف بدن ممکن است با سرعت‌های متفاوت و مشخصی پیر شوند، از جمله مغز، سیستم قلبی عروقی و ماهیچه‌ها. به‌طور مشابه، عملکردها از جمله کنترل حرکت و حافظه ممکن است به‌طور مشخص با افزایش سن کاهش یابد. دو موجود از یک گونه نیز می‌توانند با سرعت‌های متفاوتی پیر شوند و پیری بیولوژیکی و پیری زمانی را مفاهیم متمایز کنند.
با اینحال برخی مطالعات اعلام کرده‌اند که سن بیولوژیکی ما انعطاف پذیرتر است. سن بیولوژیکی، نشان دهنده سلامت سلول‌ها و بافت‌های فرد است و می‌تواند تحت تأثیر بیماری، تغییرات سبک زندگی یا عوامل محیطی مختلف قرار گیرد. و پس از رفع استرس، می‌توان سن بیولوژیکی را بازیابی کرد

## روند پیری

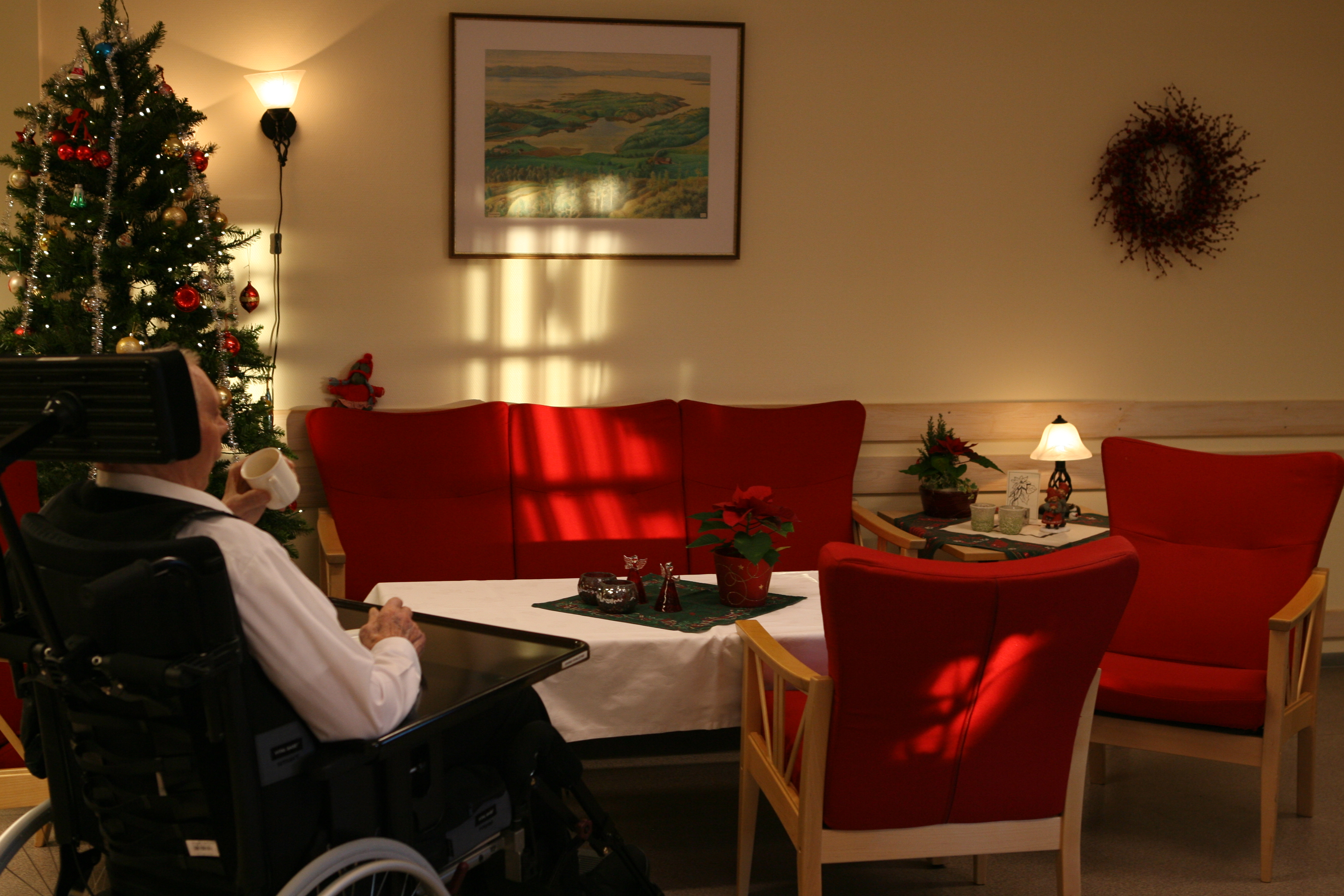
یک مرد سالخورده در یک خانهٔ سالمندان در نروژ

پیری روندی انکارناپذیر است، اما سرعت آن در افراد متفاوت است. نتایج یک تحقیق بین‌المللی نشان می‌دهد که سرعت پیر شدن افراد با یکدیگر تفاوت بسیار زیادی دارد و روند پیری در سنین متفاوت و با سرعت متفاوت آغاز می‌شود.
این محققان حدود هزار نفر را که همگی در یک سال (۷۳–۱۹۷۲) در نیوزیلند متولد شده بودند از بدو تولد زیر نظر گرفته و سپس میزان پیری آن‌ها را در سنین ۲۶، ۳۲ و ۳۸ سالگی ارزیابی کردند.
این ارزیابی، شامل بررسی ۱۸ عامل مربوط به بیماری‌های مزمن ناشی از افزایش سن بود که شاخص‌هایی همچون کارکرد دستگاه تنفس، قلبی و عروقی، کلیوی، کبدی، سیستم ایمنی، سلامت دندان و لثه و میزان تخریب DNA را در برمی گرفت.
در این تحقیق همچنین کاهش فعالیت جسمی و ذهنی و تصور این افراد از جوانی یا پیری خودشان نیز در نظر گرفته شد.
پژوهشگران از این که آثار پیری را در سن پایین (۲۶ سالگی) در این افراد شناسایی کردند شگفت زده شدند.
علاوه بر این تفاوت سرعت پیری نیز محققان را شگفت زده کرد؛ زیرا در حالی که همه افراد مورد مطالعه ۳۸ سال داشتند، سن زیستی (بیولوژیک) آن‌ها بین ۲۸ تا ۶۱ سال متغیر بود. در نتیجه، توان جسمی و ذهنی آن‌ها نیز تفاوت واضحی نشان می‌داد و مثلاً بهره هوشی (IQ) آن‌ها که سن زیستی بیشتری داشتند، کاهش یافته بود.
در زمانی که محققان ارزیابی‌های مربوط به سن زیستی این افراد را انجام می‌دادند، سن زیستی برخی از آن‌ها حتی یک سال هم بیشتر نشد، اما برخی تا سه سال پیرتر شدند. پروفسور تری مافیت از پژوهشگران این تحقیق گفت: هر جنبه زندگی که از سن تقویمی استفاده کنیم، به خطا می‌رود و اگر دربارهٔ سن زیستی بیشتر بدانیم، عدالت و برابری بیشتر رعایت خواهد شد.

## کند کردن روند پیری
دانشمندان دانشگاه فناوری نانیانگ سنگاپور (NTU) دریافته‌اند که وقتی واکنش استرس در سلول‌ها در دوران پس از باروری فعال می‌شود، می‌تواند کلید کاهش پیری و افزایش طول عمر باشد. در مطالعات آزمایشگاهی روی نوعی کرم لوله‌ای که شباهت‌هایی به انسان دارد، دانشمندان دریافتند که فعال کردن این واکنش استرس در کرم‌های مسن‌تر با تغذیه آنها از رژیم غذایی با گلوکز بالا، طول عمر آنها را در مقایسه با کرم‌هایی که با رژیم غذایی معمولی تغذیه می‌شوند، افزایش می‌دهد. در حال افزایش است. به گفته این گروه تحقیقاتی، این اولین بار است که ارتباط بین پاسخ به استرس و پیری کشف شده‌است.

## در تاریخ
پیرترین شخص که در اسناد مذهبی موجود است، اشاره به ۹۵۰ سالگی نوح دارد. ژان لوئیز کالمان زنی بود که دارای طولانی‌ترین عمر تأیید شده یک انسان در طول تاریخ بود. او ۱۲۲ سال زندگی کرد.